# آنجلا ملیلو
آنجلا ملیلو (ایتالیایی: Angela Melillo؛ زادهٔ ۲۰ ژوئن ۱۹۶۷) شوگرل، مدل، خواننده، مجری و بازیگر اهل ایتالیا است. وی بازیگری تئاتر را در «مرکز تئاتر پویای میلان» فرا گرفت. به مناسبت انتخابات شهرداری سال ۲۰۲۱، او برای عضویت در شورای شهر رم نامزد شد تا از نامزد شهرداری جناح چپ میانه، روبرتو گوالتیری، حمایت کند.
از فیلم‌ها یا مجموعه‌های تلویزیونی که وی در آن‌ها نقش داشته‌است، می‌توان به ناتوان هستی‌گرا اشاره نمود.